# 55733 Лепсіус
55733 Лепсіус (55733 Lepsius) — астероїд головного поясу, відкритий 27 листопада 1986 року.
Тіссеранів параметр щодо Юпітера — 3,216.